# Châtelperron
Châtelperron település Franciaországban, Allier megyében. Lakosainak száma 132 fő (2022. január 1.). Châtelperron Chavroches, Jaligny-sur-Besbre, Saint-Léon, Sorbier, Thionne és Vaumas községekkel határos.

## Népesség
A település népességének változása:
| Lakosok száma | 287  | 219  | 189  | 141  | 152  | 145  | 146  | 138  | 134  | 132  |
|               | 1968 | 1982 | 1990 | 2006 | 2013 | 2015 | 2017 | 2019 | 2020 | 2022 |